# 프랭크 게리
프랭크 게리(Frank Owen Gehry, 1929년 2월 28일 ~ )는 캐나다 출신의 건축가이다. 건축학계에서 최고의 영예로운 상인 프리츠커상을 수여한 바 있으며, 현재 로스앤젤레스 지역에서 활동 중이다. USC를 졸업하고, 현재 UCLA 건축대학원에서 톰 메인 (프리츠커 상 수상자)와 Gregg Lynn과 함께 대학원생을 지도하고 있다.
배너티 페어지에서는 그를 '이 시대의 가장 중요한 건축가'로 선정하였다.

## 유명 작품
- 월트 디즈니 콘서트홀, 미국, 캘리포니아주, 로스앤젤레스
- 빌바오 구겐하임 미술관, 스페인, 빌바오
- 와이즈만 미술관, 미네소타주
- 댄싱 하우스, 체코
- 온타리오 아트 갤러리
- IAC

## 수상
- 1989년 프리츠커 상 수상
- 2003년 캐나다 기사단 수작

## 갤러리

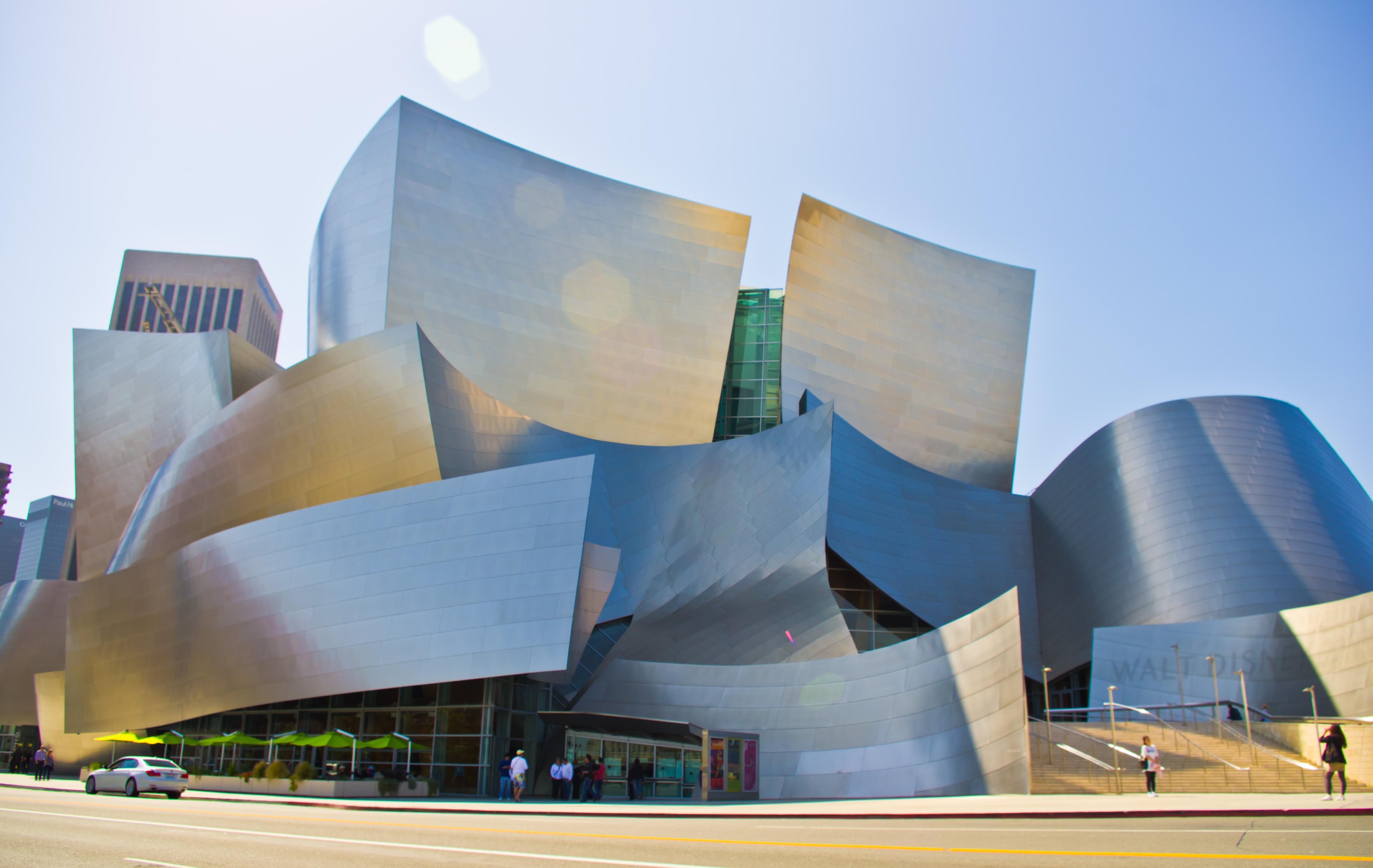
월트 디즈니 콘서트홀
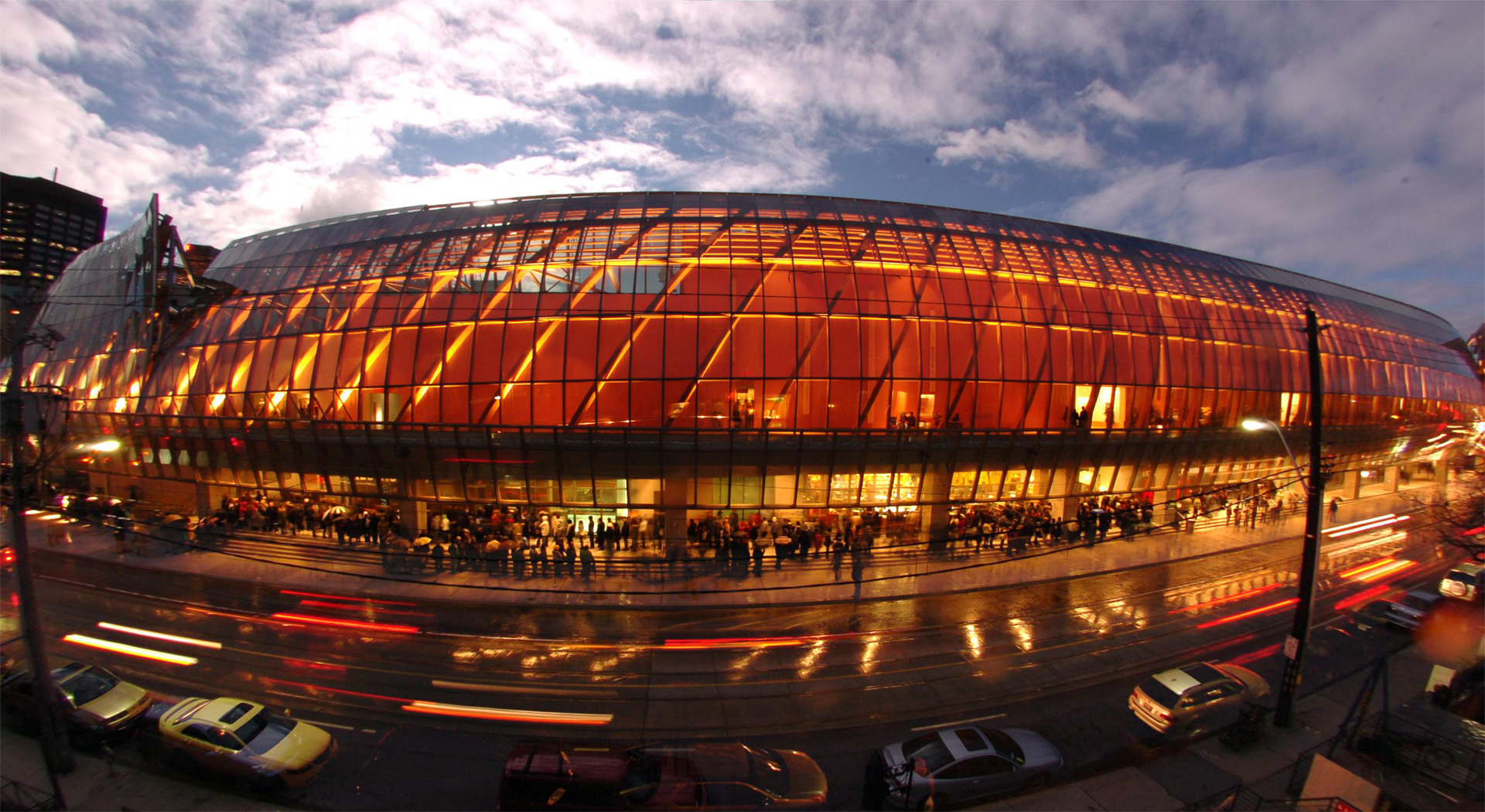
온타리오 아트 갤러리
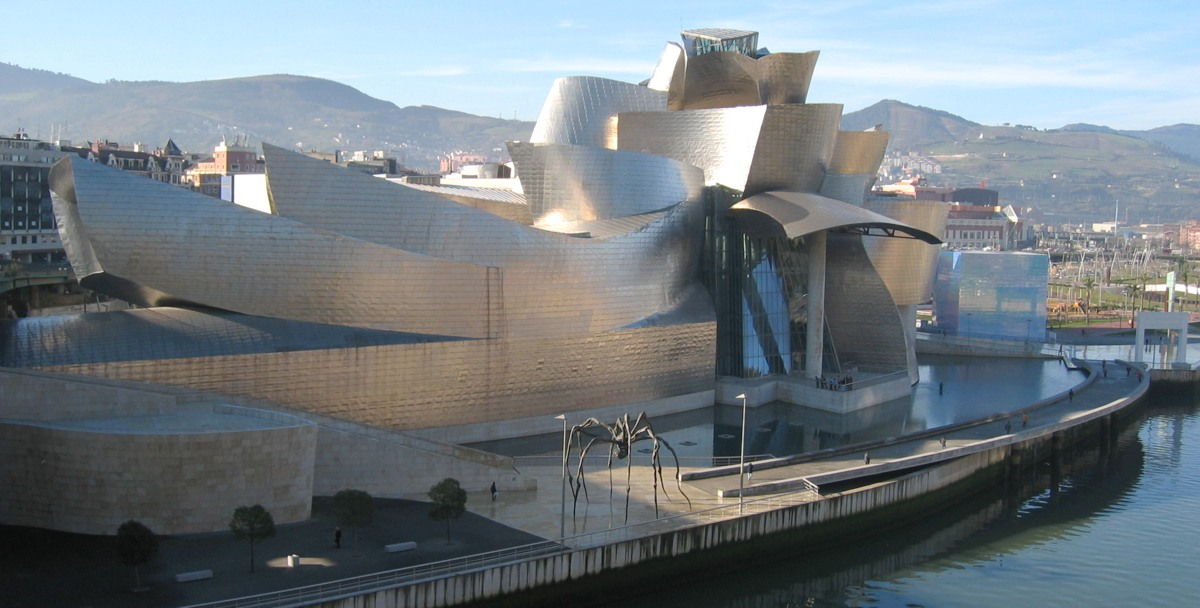
구겐하임 미술관, 빌바오
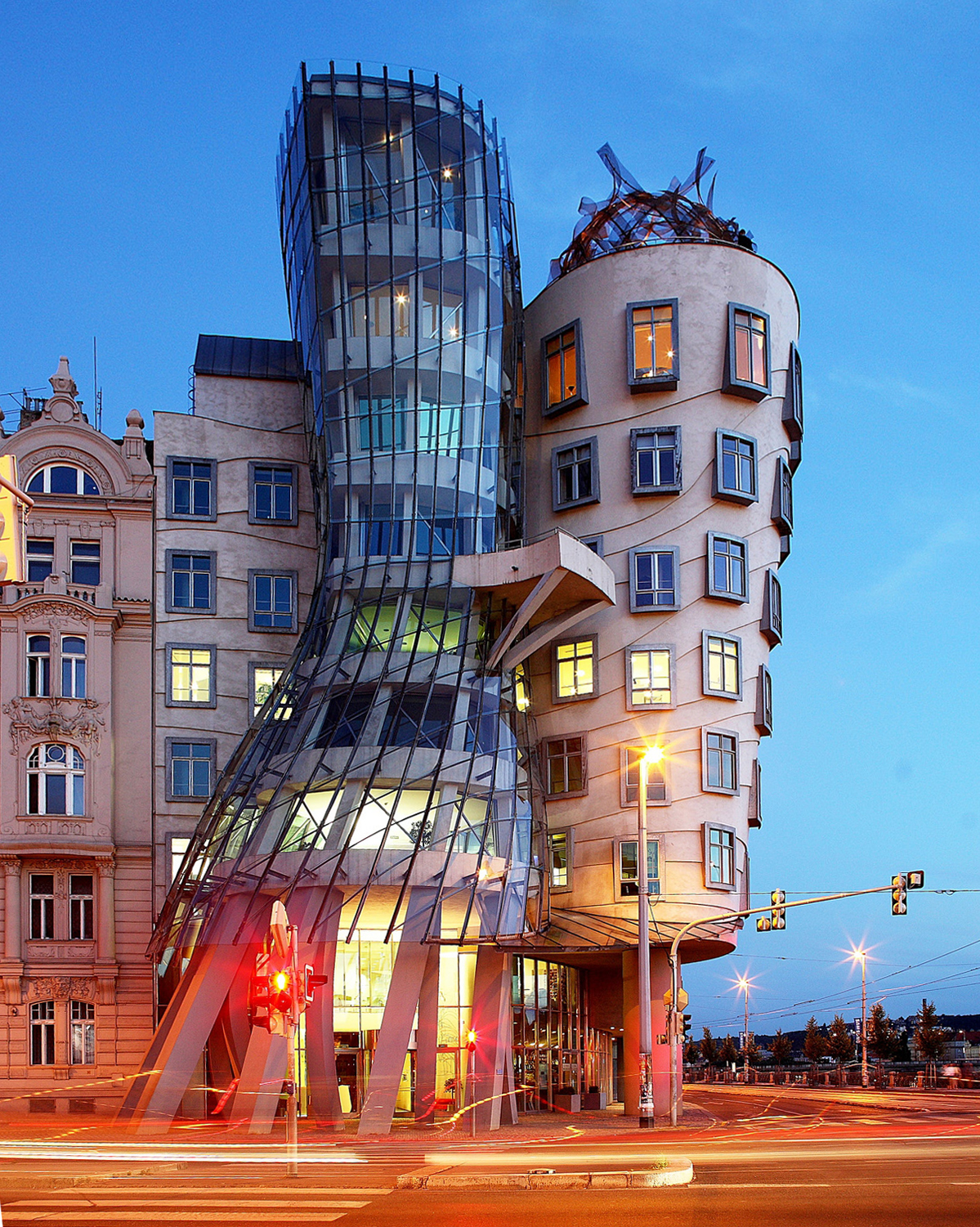
댄싱 하우스, 체코
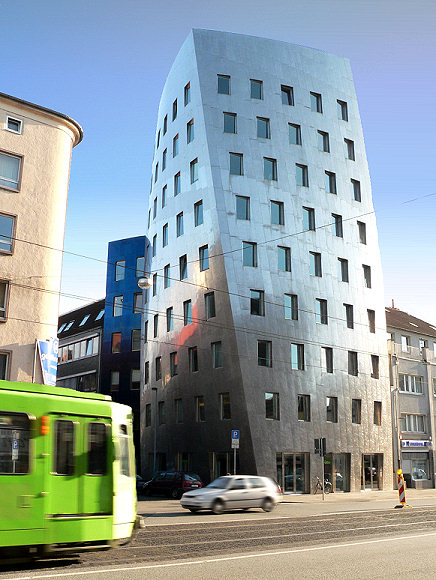
게리 타워, 하노버, 독일
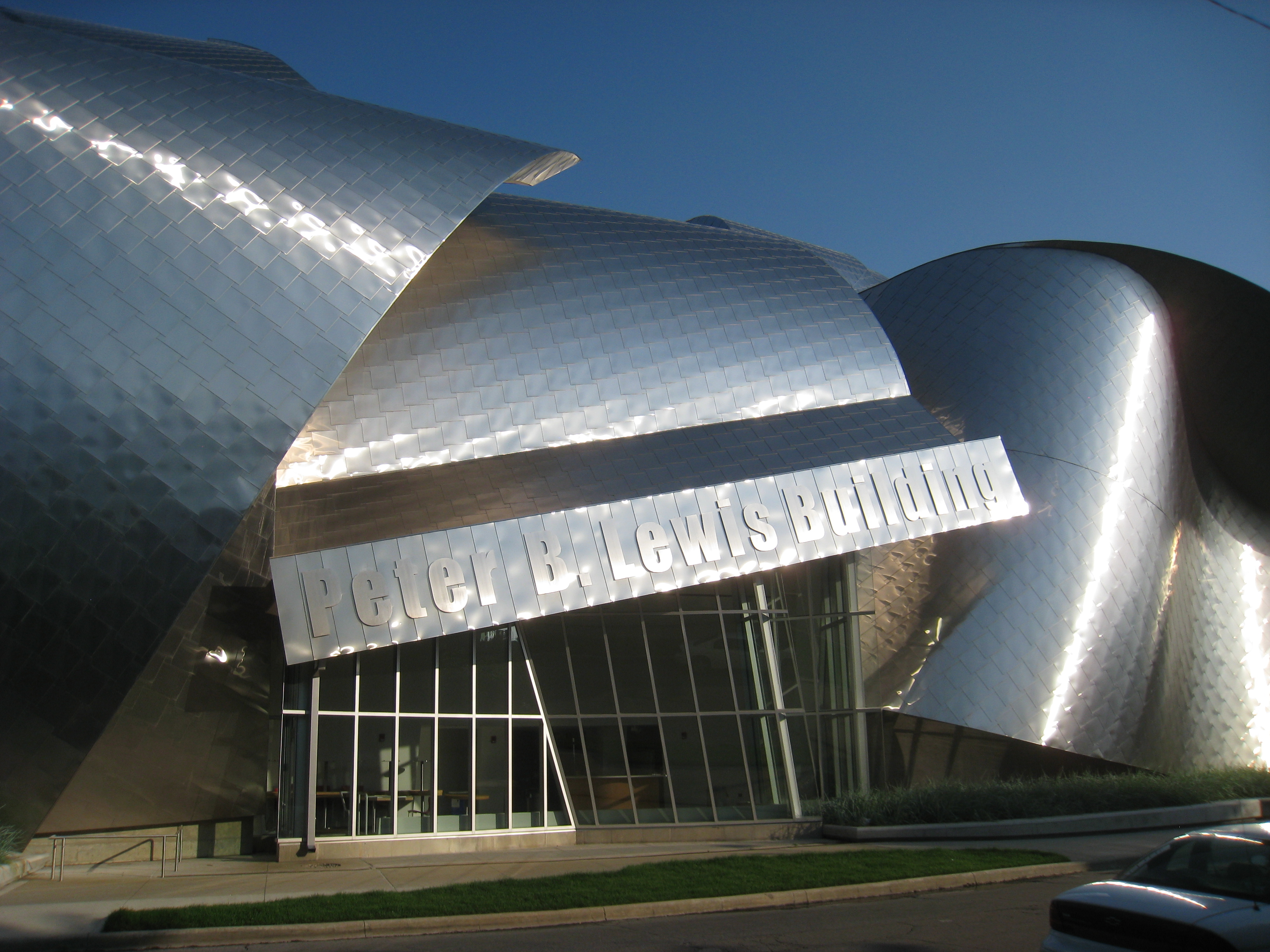
케이스 웨스턴 리저브 대학교에 있는 Peter B. Lewis 경영학 빌딩

## 같이 보기
- 현대 건축

## 참조
1. ↑  “보관된 사본”. 2012년 11월 27일에 원본 문서에서 보존된 문서. 2012년 11월 20일에 확인함.
2. ↑  Tyrnauer, Matt (2010년 6월 30일). “Architecture in the Age of Gehry”. 《Vanity Fair》. 2010년 7월 22일에 확인함.